# Ponte in pietra (Alcara Li Fusi)
Il ponte in pietra sulla fiumara Rosmarino, detto alternativamente "Ponte vecchio" o "Ponte nuovo", è un ponte a campata unica ed arco ribassato. Si trova sui monti Nebrodi, nel comune di Alcara li Fusi (provincia di Messina).

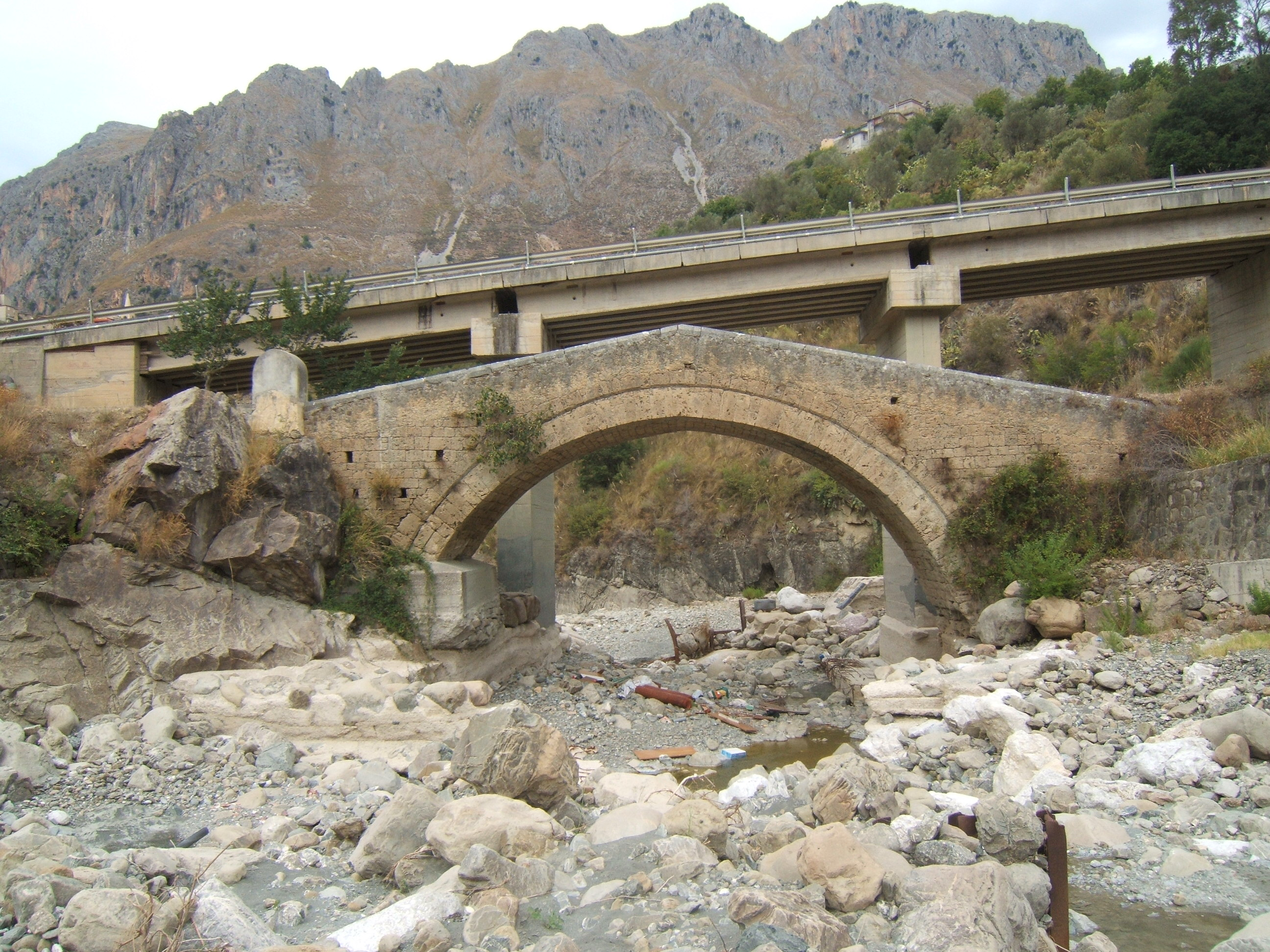

## Caratteristiche
Il ponte in un'unica campata ad arco a tutto sesto, favorita dalla presenza di speroni rocciosi sulle due sponde, attraversa la parte centrale della fiumara Rosmarino, un corso d'acqua a carattere torrentizio che scende dagli alti rilievi dei monti Nebrodi e giunge rapidamente, dopo un breve corso, al mare in prossimità di Sant'Agata Militello. Pur essendo un torrente, la cui scarsità d'acqua si è accentuata negli ultimi decenni, il Rosmarino, come tutta una serie di corsi d'acqua paralleli (Furiano, Zappulla ecc.) ha inciso un largo profondo alveo disseminato di massi erratici. 
Il ponte potrebbe risalire al XV-XVI sec. ma si tratta di una pura ipotesi tutta da verificare.
Il materiale da costruzione è una roccia tufacea tagliata in blocchi e conci regolari e ben connessi.

## Storia
Il torrente è stato probabilmente guadabile in ogni epoca e per la stragrande parte dell'anno e pertanto la presenza di un ponte così imponente e di così accurata costruzione doveva senza dubbio essere connessa ad una viabilità che non avesse un semplice carattere rurale.
In effetti la sua presenza sembra da collegarsi a più antiche viabilità, relative ad insediamenti monastici di origine ortodossa. Di uno di questi, sulla sponda sinistra, rimane la piccola chiesa, mal ridotta, poco distante dal ponte stesso (Monastero di Santa Maria del Rogato).
Tale viabilità potrebbe aver avuto un ruolo nel sistema viario della strada regia Troina-San Marco d'Alunzio, che si snodava attraverso le località di Portella Miraglia, Portella Maulazzo, Portella Scafi, Mangalavite, Alcara, è che risulta menzionata nei documenti già alla fine dell'XI secolo, lungo il quale si trovavano i più importanti insediamenti monastici basiliani.
In una zona più a valle, troviamo i resti di un ponte simile a quello qui documentato. Secondo la volgata locale si tratta di un ponte romano. In effetti risulta, dai pochi resti (la spalla sinistra) del tutto simile a questo e vista la sua posizione del tutto incongrua rispetto alla viabilità attuale, dovrebbero essere studiati contemporaneamente per chiarire il rispettivo ruolo nel territorio antico.

## Situazione attuale

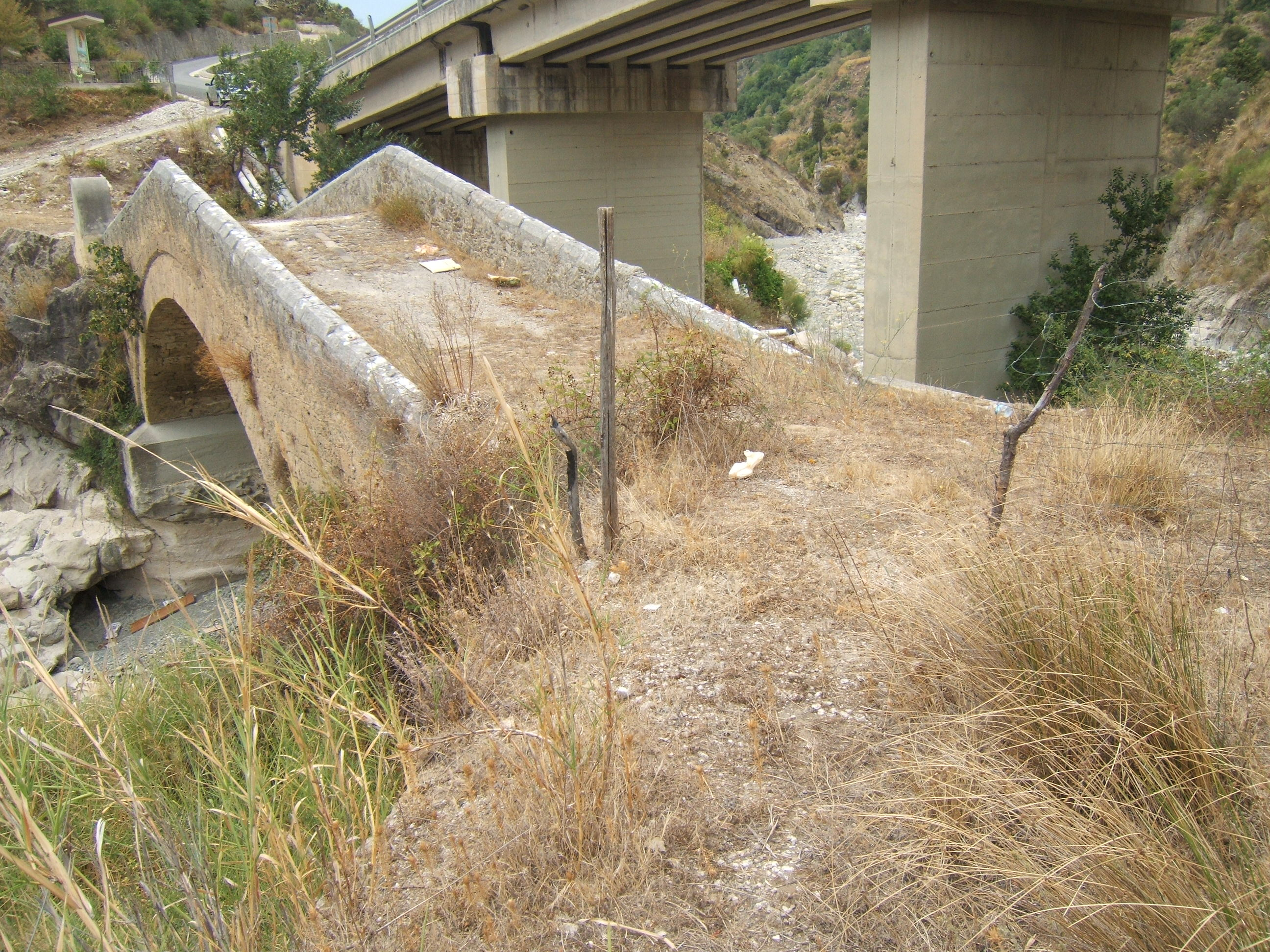

Fino a pochi anni fa il ponte assolveva il suo scopo di collegamento per greggi, viandanti e animali da soma, verso alcune contrade agricole relativamente vicine al centro abitato, sull'altro versante del Rosmarino rispetto al nucleo abitato di Alcara.
Il ponte si trova in effetti in buone condizioni, pur necessitando di piccoli interventi di risarcitura, soprattutto sulle pile sollecitate dalle stagionali piene della fiumara.
Quella che risulta invece totalmente compromessa (insieme all'integrità del contesto ambientale circostante) è la sua funzionalità. Infatti oggi il ponte è in completo abbandono, impedito anche alla percorrenza pedonale, sostituito in tutto da un moderno ponte in travi di cemento precompresso.